# Avril Hainesová
Avril Danica Hainesová (nepřechýleně Haines, * 29. srpna 1969 New York) je americká právnička, v letech 2021–2025 ředitelka tajných služeb Spojených států amerických.

## Osobní život
Avril Hainesová se narodila v New Yorku Adrianě rozené Rappaport a Thomasu H. Hainesovi. Její otec je biochemik. Vyrostla na Manhattanu. Její matka byla malířka, avšak zemřela, když bylo dceři 15 let. Avril Hainesová přijala židovskou víru své matky.

## Působení vbezpečnostních službách USA
V období vlády prezidenta Baracka Obamy byla zástupkyní národního bezpečnostního poradce. Před svým angažmá ve vládě zastávala jako první žena pozici zástupkyně ředitele Ústřední zpravodajské služby (CIA). Ještě dříve byla zastupující právní poradkyní prezidenta Spojených států pro otázky národní bezpečnosti v úřadu právního zástupce Bílého domu. Pozici zástupce národního bezpečnostního poradce převzala po Antonym Blinkenovi a zastávala ji až do konce Obamova prezidentství.
Zvolený prezident Joe Biden 23. listopadu 2020 oznámil, že ji nominuje jako první ženu v historii na pozici ředitelky tajných služeb ve své vládě. Senát USA potvrdil její jmenování do funkce podle tradice ještě v den Bidenovy inaugurace 20. ledna 2021 jako gesto dobré vůle.